# C-Bild
Ein C-Bild ist ein bei der Ultraschallprüfung erstelltes Echohöhenbild eines Werkstückes, ein projiziertes Bild der Größen der Fehlstellen. 
In den Beispielen auf dieser Seite stehen 8 Farben zur Verfügung. Jede Farbe stellt eine andere Reflexionsgröße dar.
Die abgebildete Scheibe ist ein 10 cm dicker Zylinder der bis zur Rückwand durchschallt wurde. Gelb>0,4 mm, rot>0,6 mm und blau ist größer 0,8 mm

- Grün ist das normale Gefüge des Materials.
  - Fein, dunkelgrün.
  - Weniger fein, hellgrün.
- Gelb ist noch zulässig, aber ein farblich guter Unterschied zu der nächsten Stufe, rot.
- Rot entspricht der ersten Anzeigengröße die protokolliert werden muss, aber noch immer nicht zwangsläufig zum Ausschuss des Bauteils führen muss.
- Blau in einem Bauteil bedeutet in diesen Beispielen Ausschuss.

Auf diesem Bild sieht man ein schlechtes (unhomogenes) Gefüge und große Fehlstellen (blau).

Hier sieht man ein homogenes Gefüge, aber auch zwei Stellen die zum Ausschuss führen.

Dies ist die Vergrößerung von Bild zwei.

Das C-Bild in der Multizonenprüfung

Diese Prüfung ist wesentlich genauer. Unter 256 Farben ist die Prüfung nicht zugelassen. Hier vergleicht man die Farbbereiche untereinander und erstellt ein Homogenitätsprofil, das "SNR".